# Muñico
Muñico è un comune spagnolo di 135 abitanti situato nella comunità autonoma di Castiglia e León.